# Preussia americana
Preussia americana är en svampart som tillhör divisionen sporsäcksvampar, och som först beskrevs av Griffiths, och fick sitt nu gällande namn av Guarro. Preussia americana ingår i släktet Preussia, och familjen Sporormiaceae. Arten är reproducerande i Sverige.